# Cirera (Mataró)
Cirera és un barri del nord de Mataró, al Maresme, construït a partir de la dècada del 1950 per la immigració que arribava a la ciutat fruit del creixement industrial. L'any 2019 tenia 10.596 habitants empadronats.
Situat a la part alta Mataró, l'horografia i el creixement caòtic el van aïllar de la resta de la ciutat fins que reformes urbanístiques com la prolongació de la ronda Jaume Ferran, la Via Europa i el Corregiment van facilitar-ne la comunicació. L'arribada de subministraments bàsics i serveis comunitaris al barri va ser fruit de la lluita veïnal. L'associació de veïns "La Muntanya" de Cirera, precursora de l'actual associació veïnal, es va crear el 1975 i va aglutinar les principals lluites dels anys 70 i 80.